# Sabotage

„Sabotage. Deadlier than a dive bomber. Watch out!“ (Sabotage. Tödlicher als ein Sturzkampfflugzeug. Gib Acht!) Plakat des Office for Emergency Management, War Production Board, Anfang der 1940er Jahre

Als Sabotage bezeichnet man die absichtliche Störung eines wirtschaftlichen oder militärischen Ablaufs zur Erreichung eines bestimmten (oft politischen) Zieles. Im alltäglichen Sprachgebrauch ist mit Sabotage oft die gewaltsame Beschädigung und Zerstörung von Geräten, Maschinen, Infrastruktur usw. gemeint. Sabotage kann auch Fertigungsprozesse, Dokumentation und andere festgelegte Abläufe treffen. Menschen, die Sabotage betreiben, werden als Saboteure bezeichnet.

## Herkunft
Der genaue Ursprung des Begriffes ist nicht geklärt und in der Literatur findet man dazu unterschiedliche Erklärungen. Als gesichert gilt jedoch, dass der Begriff in seiner heutigen Bedeutung gegen Ende des 19. Jahrhunderts in der französischen Arbeiterbewegung als Mittel des Klassen- bzw. Arbeitskampfes diskutiert wurde und nationale sowie internationale Bekanntheit im Zusammenhang mit dem französischen Eisenbahnerstreik von 1910 erlangte. Ebenfalls gesichert ist, dass er sich letztlich von dem französischen Wort sabot (Holzschuh) ableitet. Darüber hinaus existieren die folgenden Erklärungsvarianten:

Der Holzschuh (frz. Sabot) als Symbol der Sabotage

- Französische Arbeiter warfen während der industriellen Revolution ihre Holzschuhe in die Mäh- und Dreschmaschinen. Nach einer Lesart sollte damit gegen die fortschreitende Mechanisierung der Arbeit protestiert werden.[4][8] In anarchistischer Lesart wollten die Arbeiter damit in Form einer direkten Aktion die Verkürzung der Arbeitszeit erzwingen.[9]

- Französische Eisenbahnarbeiter verwenden sabots während des Streiks von 1910, um den Bahnbetrieb zu behindern, wobei sabot hier auch Hemmschuh[7] und Teile der Schienenhalterung bezeichnen kann.[1][3]
- Das Wort sabotage stand zu Beginn des 19. Jahrhunderts zunächst für Holzschuhfabrikation selbst und das Verb saboter bedeutete unter anderem „mit Holzschuhen trampeln oder treten“ und „derb auftreten, sich unschicklich verhalten“. Von dieser ursprünglichen Verwendung entwickelte sich der Begriff weiter und wurde dann auch verwendet, um Pfusch bei den technischen Anwendungen oder der Arbeit („Flickschusterei“) zu bezeichnen[2] sowie allgemein auf ein Ärgernis oder unerwünschtes Verhalten hinzuweisen,[5] bis er gegen Ende des 19. Jahrhunderts dann schließlich auch im heutigen Sinne verwendet wurde.[5][7]

## Deutsches Strafrecht
Nach dem deutschen Strafgesetzbuch (StGB) begeht Sabotagehandlungen an Verteidigungsanlagen, wer ein Wehrmittel oder eine Einrichtung oder Anlage, die ganz oder vorwiegend der Landesverteidigung oder dem Schutz der Zivilbevölkerung gegen Kriegsgefahren dient, unbefugt zerstört, beschädigt, verändert, unbrauchbar macht oder beseitigt und dadurch die Sicherheit der Bundesrepublik Deutschland, die Schlagkraft der Truppe oder Menschenleben gefährdet, und ebenso, wer wissentlich einen solchen Gegenstand oder den dafür bestimmten Werkstoff fehlerhaft herstellt oder liefert (§ 109e Abs. 1 f. StGB).
Des Weiteren begeht Sabotage, wer im Auftrag einer fremden Macht Bauwerke zerstört (§ 305 StGB), Brandstiftung, gefährliche Eingriffe in den Bahn-, Schiffs-, Luft- oder Straßenverkehr begeht, eine Explosion durch Sprengstoff oder durch Kernenergie oder eine Überschwemmung herbeiführt, ionisierende Strahlen missbraucht, den Luft- oder Seeverkehr angreift, öffentliche Betriebe stört, Telekommunikationsanlagen stört oder wichtige Anlagen schädigt und sich dadurch absichtlich oder wissentlich für Bestrebungen gegen den Bestand oder die Sicherheit der Bundesrepublik Deutschland oder gegen Verfassungsgrundsätze einsetzt. (§ 87 Abs. 2 Nr. 1 StGB).
Strafbar ist auch, wer sich für Sabotagehandlungen im Auftrag einer fremden Macht bereithält, Sabotageobjekte auskundschaftet, Sabotagemittel herstellt, sich oder anderen verschafft, verwahrt, einem anderen überlässt, einführt, Lager zur Aufnahme von Sabotagemitteln oder Stützpunkte für Sabotagetätigkeiten einrichtet, unterhält oder überprüft oder sich zur Begehung von Sabotagehandlungen schulen lässt oder andere dazu schult (§ 87 Abs. 1 StGB).
Sabotage ist auch, durch Störhandlungen folgende Objekte ganz oder zum Teil außer Tätigkeit zu setzen oder den bestimmungsmäßigen Zwecken zu entziehen und sich dadurch absichtlich oder wissentlich für Bestrebungen gegen den Bestand oder die Sicherheit der Bundesrepublik Deutschland oder gegen Verfassungsgrundsätze einzusetzen: Anlagen oder Unternehmen, die der öffentlichen Versorgung mit Postdienstleistungen oder dem öffentlichen Verkehr dienen, Telekommunikationsanlagen, die öffentlichen Zwecken dienen, Unternehmen oder Anlagen, die der öffentlichen Versorgung mit Wasser, Licht, Wärme oder Kraft dienen (Versorgungsunternehmen) oder sonst für die Versorgung der Bevölkerung lebenswichtig sind, oder Dienststellen, Anlagen, Einrichtungen oder Gegenstände, die ganz oder überwiegend der öffentlichen Sicherheit oder Ordnung dienen (§ 88 Abs. 1 StGB).
Ein Angriff auf ein Datenverarbeitung kann nach § 303b StGB als Computersabotage durch Dateneingabe oder Datenveränderung gemäß § 303a StGB strafbar sein, selbst unpolitisch motiviert.

## Vereinigte Staaten
In den Vereinigten Staaten propagierten und entwickelten vor allem die Industrial Workers of the World die Sabotage als wichtigen Bestandteil im Arsenal der Kampfformen der Arbeiterbewegung. William E. Trautmann (1912), Walker C. Smith (1913) und Elizabeth Gurley Flynn (1916) verbreiteten die Idee der Sabotage in viel gelesenen Broschüren. Flynn definiert Sabotage als „bewussten Entzug der industriellen Effizienz durch die Arbeiter“, also als ein Mittel im Arbeits- und Klassenkampf, das zwar Gewalt gegen Dinge wie Produktionsanlagen oder Produkte und damit logischerweise auch den Verstoß gegen Gesetze beinhalten kann, aber nicht die Schädigung von Gesundheit oder Leben zum Ziel hat oder in Kauf nimmt.
Der amerikanische Gewerkschaftsorganisator Big Bill Haywood soll den Begriff Sabotage von einer Europa-Reise mitgebracht haben, wo er 1910 einen für ihn beeindruckenden Streik französischer Eisenbahner erlebt hatte (siehe oben), in dem die Effizienz dieser Aktionsform deutlich wurde.